# 프랭키 조너스
프랭키 조너스(Frankie Jonas, 2000년 9월 28일 ~ )는 미국의 배우이다. 케빈 조너스, 닉 조너스, 조 조너스의 동생이기도 하다.
조 브라더스의 콘서트를 다룬 아마존 프라임 비디오 오리지날 Happiness Continues 다큐멘터리에도 출연하였다.

## 출연 작품
- 파이스토리 : 악당상어 소탕작전 (2012)
- 캠프 락 2: 마지막 콘서트 (2010)
- 조나스 LA에 가다 (2009-10)
- 조나스 브라더스 콘서트 이야기 (2009)